# Ronald Purser
Ronald E. Purser (* 1956) ist Professor für Management an der School of Business der San Francisco State University, Autor und Podcaster. Er beschäftigt sich unter anderem kritisch mit der Achtsamkeitsbewegung und dem Buddhismus im Westen.

## Kritik der Achtsamkeitsbewegung
Purser ist selbst praktizierender Zen-Buddhist und bezeichnet sich als ordinierter Dharmalehrer im Taego-Zen.  Er kritisierte in verschiedenen wissenschaftlichen und nichtwissenschaftlichen Veröffentlichungen die Achtsamkeitsbewegung im Westen. Seine Hauptthese ist, dass Achtsamkeit als ein ursprünglich spirituelles Konzept aus seinem religiösen und ethischen Kontext gelöst und zum Zweck der Selbstoptimierung und Leistungssteigerung verwendet und wie eine Ware angeboten werde. Achtsamkeit gehe dabei eine Symbiose mit dem kapitalistischen Wirtschaftssystem ein. Statt Individuen und Organisationen zu transformieren, verkomme Achtsamkeit zu einer „banalen, therapeutischen Selbsthilfetechnik“, die das neoliberale Leistungsprinzip verfestige.

## Veröffentlichungen (Auswahl)
- Social Creativity, Vol. 1 & 2 (Perspectives on Creativity). New York, 1997, ISBN 978-1-57273-128-8
- The Self-Managing Organization: How Leading Companies Are Transforming The Work of Teams For Real Impact: Transforming Team Work Through Participative Design. New York, 1998, ISBN 978-0-684-83734-5.
- Handbook of Mindfulness: Culture, Context, and Social Engagement. New York 2017, ISBN 978-3-319-68918-0.
- Handbook of Ethical Foundations of Mindfulness. New York, 2019, ISBN 978-3-030-09516-1.
- McMindfulness: How Mindfulness Became the New Capitalist Spirituality. London 2019, ISBN 978-1-912248-31-5.
  - deutsch: Wie Achtsamkeit die neue Spiritualität des Kapitalismus wurde. Frankfurt am Main 2021, ISBN 978-3-86321-614-6.